# Travis Van Winkle
Travis Scott Van Winkle (ur. 4 listopada 1982 w Victorville) – amerykański aktor telewizyjny i filmowy.

## Życiorys

### Wczesne lata
Urodził się w Victorville w stanie Kalifornia jako syn Sally (z domu Fitzgerald) i Charlesa Van Winkle. Jego ojciec miał pochodzenie ukraińskie, a także holenderskie, irlandzkie, angielskie i walijskie, a matka irlandzkie i polskie. Dwa lata po urodzeniu wraz z rodziną przeniósł się do Oscoda w Michigan. Kiedy miał osiem lat, rodzina przeprowadziła się ponownie do Peachtree City w Georgii, gdzie w 2000 ukończył szkołę średnią McIntosh High School. Studiował potem na University of West Georgia w Carrollton w Georgii.

### Kariera
Jako nastolatek był modelem fotografowanym przez Bruce’a Webera dla Abercrombie & Fitch i Walmart. W wieku dwudziestu lat postanowił spełnić swoje marzenie o aktorstwie i wyruszył do Hollywood.
W grudniu 2004 wystąpił w sitcomie nadawanym przez stację FOX Pięcioraczki (Quintuplets). Potem grał w serialu telewizyjnym, zdobywcy nagród Emmy, Świat Raven (That's so Raven), a także w takich filmach jak Transformers (2007), Poznaj moich Spartan (Meet the Spartans, 2008) i Piątek, trzynastego (Friday the 13th, 2009). Pojawił się również w teledysku Julianne Hough „That Song in My Head” (2008).
W serialu Ostatni okręt (The Last Ship's, 2014–2018) wystąpił jako kapitan marynarki wojennej Danny Green.
Grał w koszykówkę w drużynie Hollywood Knights Celebrity, wspierając działalność charytatywną.
Podróżował do Nikaragui, Haiti i Afryki jako globalny ambasador firmy buildOn, międzynarodowej organizacji non-profit, która buduje szkoły w krajach rozwijających się.

## Filmografia

### Filmy fabularne
- 2006: Przyjęty (Accepted) jako Hoyt Ambrose
- 2007: Transformers jako Trent DeMarco
- 2008: Poznaj moich Spartan (Meet the Spartans) jako Sonio
- 2009: Piątek, trzynastego (Friday the 13th) jako Trent Sutton

### Seriale TV
- 2004: Pięcioraczki (Quintuplets) jako Hugo
- 2004: Świat Raven (That's so Raven) jako Ben
- 2005: Zwariowany świat Malcolma (Malcolm in the Middle) jako Phillip
- 2005: Życie na fali (The O.C.) jako Kyle Thompson
- 2005: Siódme niebo (7th Heaven) jako Brian
- 2007: Weronika Mars (Veronica Mars) jako Patrick Nickerson
- 2007: Greek jako Travis
- 2009: 90210 jako Jamie
- 2010: Prawo i porządek: Los Angeles (Law & Order: Los Angeles) jako Colin Blakely
- 2011: Happy Endings jako Bo Bazinski
- 2011: Dwie spłukane dziewczyny (2 Broke Girls) jako William
- 2012: Dwóch i pół (Two and a Half Men) jako Dylan
- 2012: CSI: Kryminalne zagadki Miami (CSI: Miami) jako Mickey
- 2012: Dorastająca nadzieja (Raising Hope) jako Philip
- 2013: Doktor Hart (Hart of Dixie) jako Jonah Breeland
- 2014–2018: Ostatni okręt (The Last Ship) jako Danny Green
- 2015: Skorpion (Scorpion) jako chorąży Nathan Hall